# Níðhöggr
Nidhögg (staroisl. Nidhhöggr, „Kąsający Lęk”) – w mitologii skandynawskiej skrzydlaty wąż lub smok, podgryzający korzenie Yggdrasilu i wysysający krew z ciał zmarłych.
Nidhögg zostanie zabity podczas Ragnaröku.